# Vinzenz Muchitsch

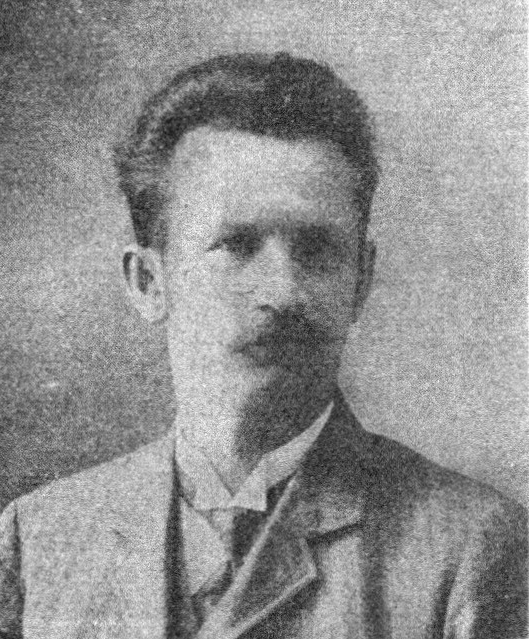
Vinzenz Muchitsch (ca. 1907)

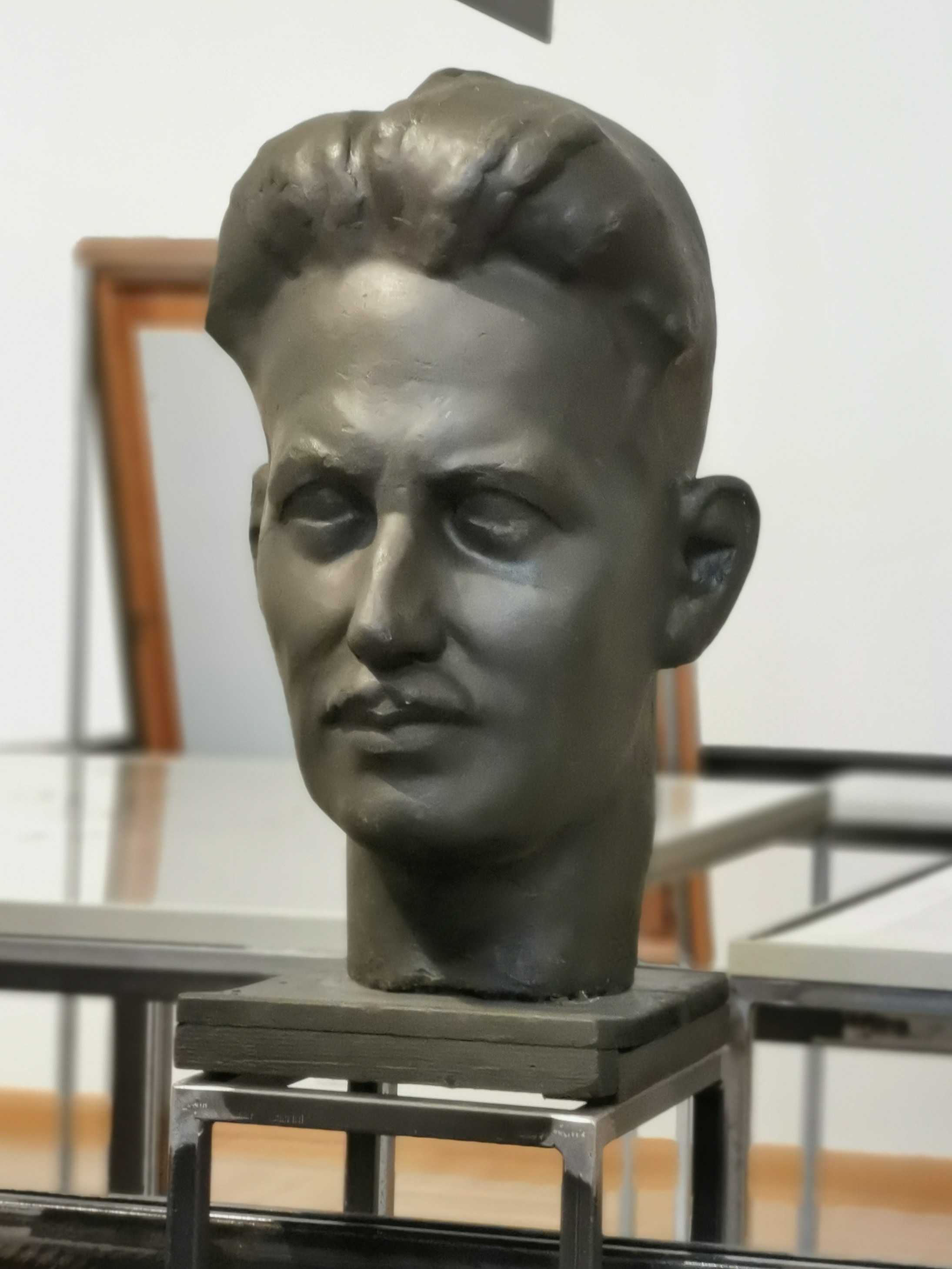
Vinzenz Muchitsch, Porträtbüste von Werner Seidl

Vinzenz Muchitsch (* 25. Februar 1873 in St. Leonhard in Windischbüheln, Steiermark heute Slowenien; † 18. September 1942 in Graz) war ein sozialistischer österreichischer Politiker. Von 1919 bis zu seiner Absetzung durch die Faschisten 1934 war er Bürgermeister von Graz.

## Leben
Muchitsch, ein gelernter Bäcker, neigte in seiner Jugend zunächst politisch dem Anarchismus zu, seine Tätigkeit in der Gewerkschaft führte ihn jedoch in Richtung des reformistischen Flügels  der Sozialdemokratie. Muchitsch gehörte zur relativ kleinen Zahl an Funktionären,  die bereits in der Zeit der Donaumonarchie Prominenz gewannen: Er war seit 1904 Mitglied des Grazer Gemeinderats, 1907 wurde er als Ergebnis der ersten Wahlen nach allgemeinem gleichen (Männer-)Wahlrecht in den Reichsrat gewählt. Muchitsch war 1918–19 Mitglied der Provisorischen Nationalversammlung und dann 1919–20 der Konstituierenden Nationalversammlung Deutschösterreichs. Vom 14. Juni 1919 bis zum 12. Februar 1934 war Muchitsch Bürgermeister von Graz.
Muchitsch förderte nach dem Beispiel des Wiener „Kommunalsozialismus“ den kommunalen Wohnbau – bekannt ist der so genannte Muchitsch-Block in der Triester Straße – und es gelang ihm, über die Parteigrenzen hinaus Anerkennung zu finden. Er wurde im Zuge des Februaraufstands von der autoritären Regierung Dollfuß abgesetzt.
Sein Bruder Hans Muchitsch (1881–1958) war von 1907 bis 1917 Sekretär der Landesgewerkschaftskommission in Graz, von 1921 bis 1933 Präsident der steiermärkischen Kammer für Arbeiter und Angestellte. Er war ebenso Mitglied der Nationalversammlungen und von 1920 bis 1934 Abgeordneter zum Nationalrat.